# El-Castillo-Höhle

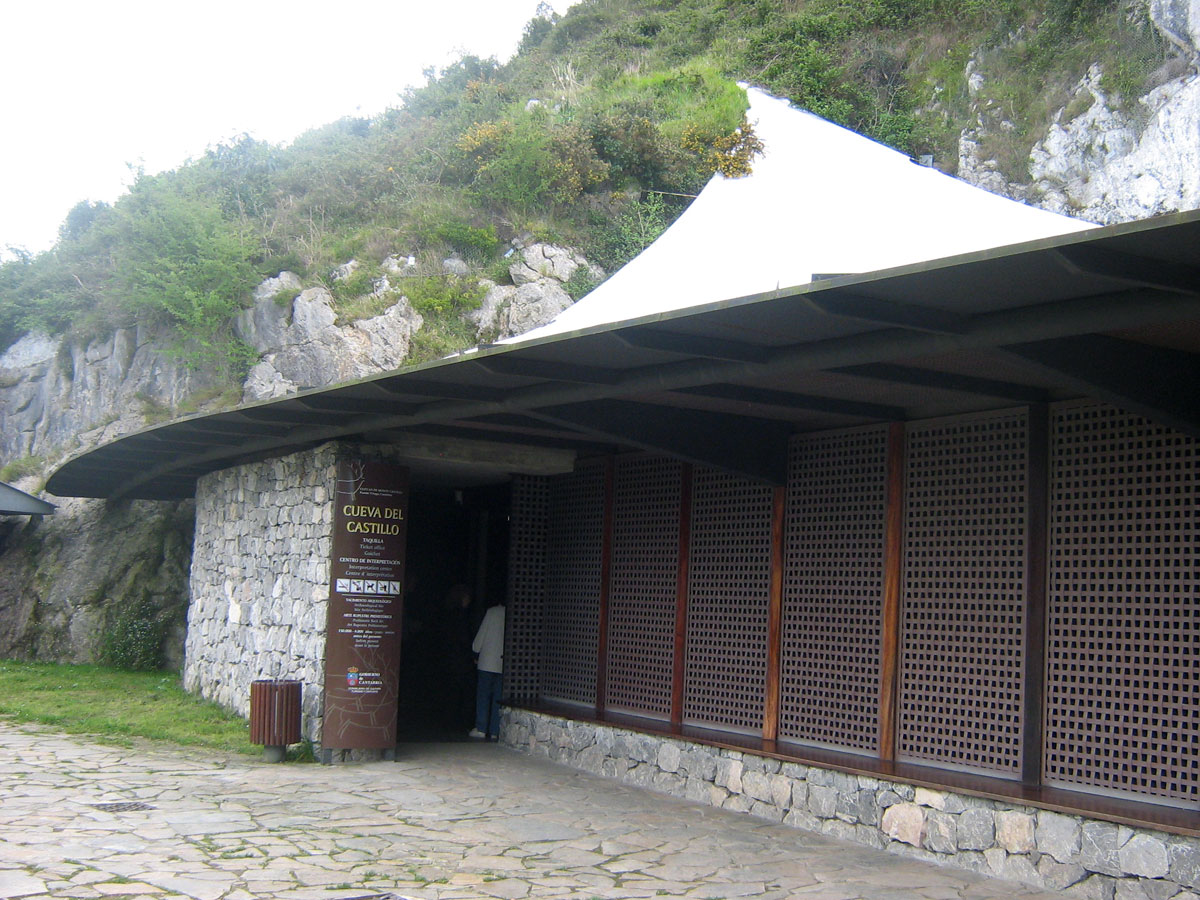
Höhlenzugang im April 2008

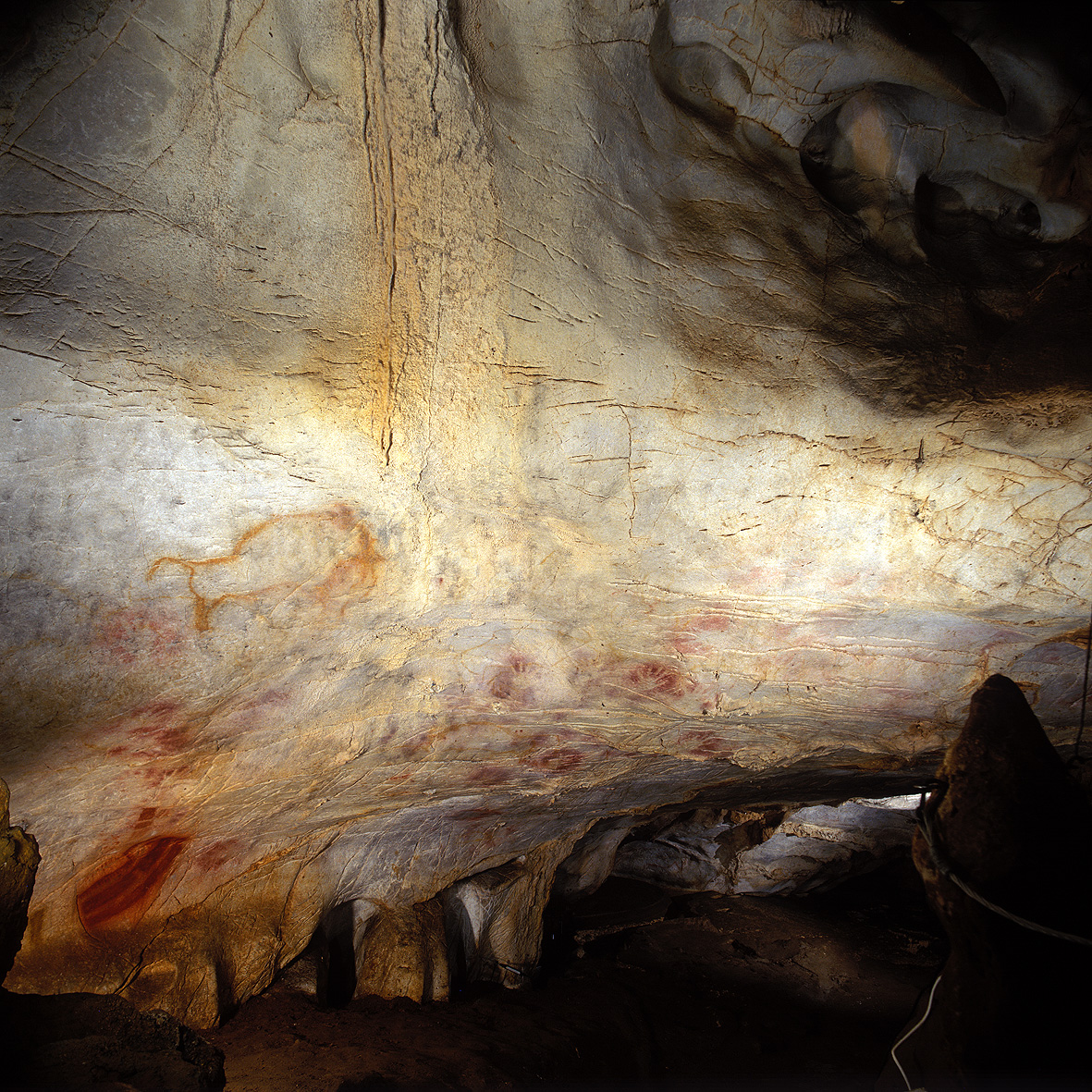
Felsmalerei in der El-Castillo-Höhle

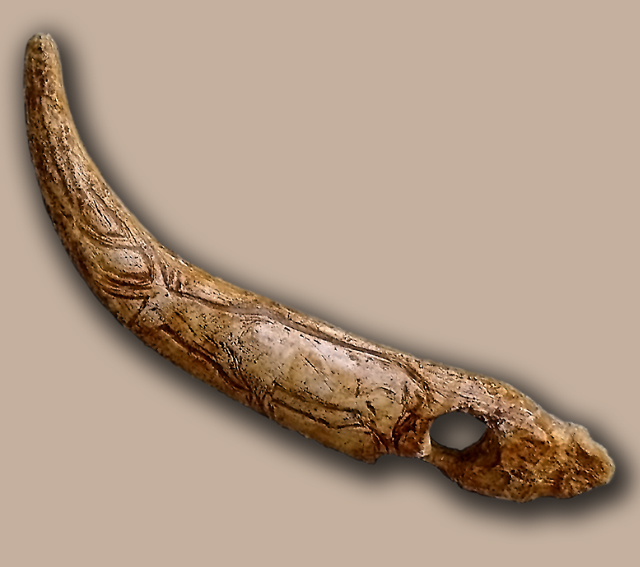
Fund aus dem Magdaléniens mit eingraviertem Hirsch

Die Höhle Cueva de El Castillo (übersetzt: „Burghöhle“) bei Puente Viesgo im spanischen Kantabrien ist für ihre ca. 40.000 Jahre alte Höhlenmalerei berühmt. Sie gehört zum Monte Castillo Höhlenkomplex.

## Datierung
Die Malereien werden dem frühesten Jungpaläolithikum zugeordnet und als die wahrscheinlich ältesten Kunstwerke Europas anerkannt. Sie sind älter als die der Chauvet-Höhle und stammen bereits aus der Zeit vor dem Aurignacien Aquitaniens oder anderer Teile Mittel- und Westeuropas. Es gibt auch Tierdarstellungen, die aber jüngeren Datums sind.

## Erforschung
Der Eingang der Höhle war 1903 von Hermilio Alcalde del Río (1866–1947) entdeckt worden, kurz darauf begann die Freilegung. Auch der Deutsche Hugo Obermaier nahm ab 1909 an mehreren Grabungskampagnen teil; er entdeckte 1912 u. a. die rechte Hälfte des Unterkiefers eines vier bis fünf Jahre alten Kindes aus der Epoche des Gravettiens, der im Jahr 2019 auf ein Alter zwischen 25.000 und 29.000 Jahren (Cal BP) datiert wurde.
2008 wurde die Höhle von der UNESCO als Bestandteil der paläolithischen Höhlenmalereien im Norden Spaniens ausgezeichnet.

## Technik und Urheberschaft der Handabdrücke
Die in der Höhle entdeckten ca. 25 Handabdrücke sehen wie Graffiti aus. Sie entstanden, indem man eine Hand an die Höhlenwand legte und Pigment darüber blies. Auch nach der Neudatierung gilt als wahrscheinlich, dass die Kunst von anatomisch modernen Menschen (Homo sapiens) stammt, aber auch die letzten Neandertaler können als Urheber nicht ausgeschlossen werden. Lange ging die Wissenschaft davon aus, dass in den Malereien Männer ihre Jagderfahrungen künstlerisch umgesetzt hatten, doch gab es dafür keine Beweise. Doch der Archäologe Dean Snow von der Pennsylvania State University analysierte Handabdrücke aus acht französischen und spanischen Steinzeithöhlen, darunter der El-Castillo-Höhle und fand heraus: Etwa drei Viertel aller farbigen Hände stammen von Frauen, es finden sich auch zahlreiche Handabdrücke von Kindern und Jugendlichen.

## Belege
1. ↑  Victoria Cabrera Valdes, James L. Bischoff: Accelerator 14C dates for early upper paleolithic (basal Aurignacian) at El Castillo Cave (Spain). In: Journal of Archaeological Science 16, Nr. 6, 1989, S. 577–584, doi:10.1016/0305-4403(89)90023-X.
2. ↑  María-Dolores Garralda et al.: The Gravettian child mandible from El Castillo Cave (Puente Viesgo, Cantabria, Spain). In: American Journal of Physical Anthropology. Band 170, Nr. 3, 2019, S. 331–350, doi:10.1002/ajpa.23906.
3. ↑  Edgard Camarós: Remarks on the cut marks: The Gravettian child from El Castillo (Cantabrian Spain) and the absence of anthropic modifications inferred through taphonomic analysis. In: American Journal of Physical Anthropology. Band 176, Nr. 4, 2021, S. 549–552, doi:10.1002/ajpa.24182.
4. ↑  Hohe Frauenquote. Menschen der Altsteinzeit bedeckten Höhlenwände mit Zeichen und Bildern. Auf: wissenschaft.de vom 19. August 2014.

Koordinaten: 43° 17′ 32″ N, 3° 57′ 56″ W